# Liste der Biografien/Reb
Liste der Biografien |
Portal Biografien |
Personensuche
# |
A |
B |
C |
D |
E |
F |
G |
H |
I |
J |
K |
L |
M |
N |
O |
P |
Q |
R |
S |
T |
U |
V |
W |
X |
Y |
Z |
?
 
Ra |
Rb |
Rd |
Re |
Rh |
Ri |
Rj |
Rk |
Rl |
Rm |
Rn |
Ro |
Rr |
Rs |
Rt |
Ru |
Rv |
Rw |
Rx |
Ry |
Rz
 
Rea |
Reb |
Rec |
Red |
Ree |
Ref |
Reg |
Reh |
Rei |
Rej |
Rek |
Rel |
Rem |
Ren |
Reo |
Rep |
Req |
Rer |
Res |
Ret |
Reu |
Rev |
Rew |
Rex |
Rey |
Rez
Die Liste der Biografien führt alle Personen auf, die in der deutschsprachigen Wikipedia einen Artikel haben. Dieses ist eine Teilliste mit 291 Einträgen von Personen, deren Namen mit den Buchstaben „Reb“ beginnt.

## Reb

### Reba
- Reba, König von Midian
- Rebagliati, Claudio (1843–1909), peruanischer Komponist, Geiger, Dirigent und Musikpädagoge
- Rebagliati, Ross (* 1971), kanadischer Snowboarder
- Rebaldi, Jack, Schweizer Sänger, Schauspieler und Tänzer
- Rebane, Alfons (1908–1976), estnisch-deutscher Offizier der estnischen Armee, später Mitglied der Waffen-SS
- Rebane, Bill (* 1937), US-amerikanischer Spielfilmregisseur lettischer Herkunft
- Rebane, Hans (1882–1961), estnischer Journalist, Politiker und Diplomat
- Rebane, Helju (* 1948), estnische Schriftstellerin
- Rebane, Karl (1926–2007), estnisch-sowjetischer Festkörperphysiker und Hochschullehrer
- Rebane, Ljubow Alexandrowna (1929–1991), sowjetisch-estnische Physikerin und Hochschullehrerin
- Rebaque, Héctor (* 1956), mexikanischer RennfahrerHéctor Rebaque (* 1956)

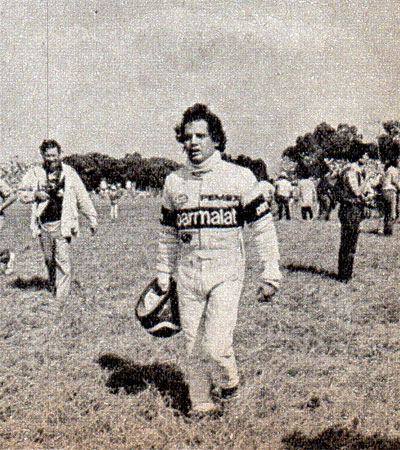
Héctor Rebaque (* 1956)

- Rebas, Hain (* 1943), estnischer Historiker
- Rebatet, Lucien (1903–1972), französischer Journalist und Schriftsteller
- Rebaudi, Ovidio (1860–1931), paraguayischer Chemiker, Schriftsteller und Okkultist
- Rebay von Ehrenwiesen, Wilhelm (1909–2004), deutscher Jurist und Landrat
- Rebay, Ferdinand (1880–1953), österreichischer Pianist, Komponist und Chorleiter
- Rebay, Hilla von (1890–1967), elsässische MalerinHilla von Rebay (1890–1967)

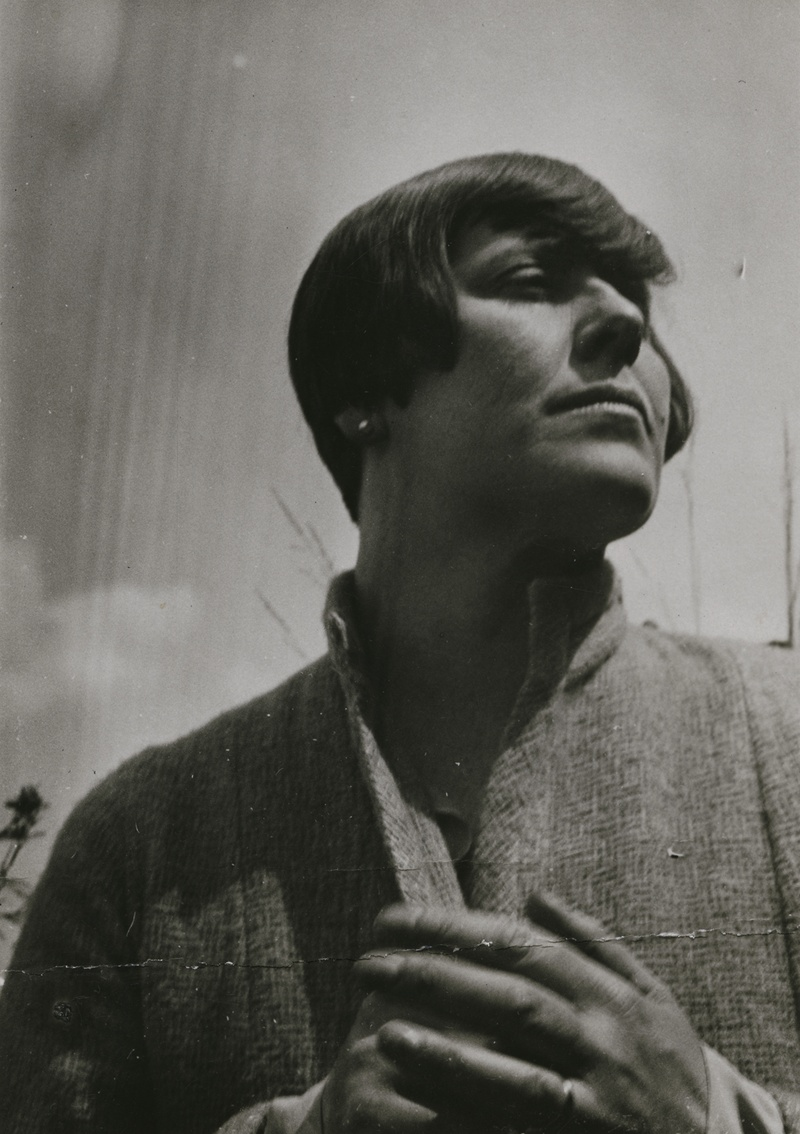
Hilla von Rebay (1890–1967)

- Rebay, Marcia von (* 1992), deutsche Synchronsprecherin

### Rebb
- Rebbe, Thomas (* 1976), deutscher Journalist und Medienmanager
- Rebbert, Joseph (1837–1897), katholischer Theologe, Verfechter des Antisemitismus
- Rebbi, Claudio (* 1943), italienisch-US-amerikanischer theoretischer Physiker
- Rebbot, Sady (1935–1994), französischer Schauspieler und Synchronsprecher

### Rebe
- Rebe, Alfred (1893–1938), deutscher Politiker (KPD), Stalinismus-Opfer
- Rebe, Bernd (1939–2013), deutscher Rechtswissenschaftler, Hochschullehrer, Präsident der Technischen Universität Braunschweig und Autor
- Rebeaud, Mathieu (* 1982), Schweizer Motocross-Freestyle-Fahrer
- Rebecchi, Carla (* 1984), argentinische Hockeyspielerin
- Rebega, Laurențiu (* 1976), rumänischer Politiker
- Rebeiz, René (* 1976), österreichischer Schauspieler
- Rebeja, Radu (* 1973), moldauischer Fußballspieler
- Rebek, Jeremy (* 1976), kanadisch-österreichischer Eishockeyspieler
- Rebek, Julius (* 1944), US-amerikanischer Chemiker
- Rebeka, Marina (* 1980), lettische Opern-, Lied- und Konzertsängerin (Sopran)
- Rebekka (* 1950), deutsche Sängerin und Gitarristin
- Rebekka bat Meir Tiktiner, jüdische Autorin
- Rebekka Guðleifsdóttir (* 1978), isländische Fotografin
- Rebel MC (* 1965), britischer Rapper, Sänger und Produzent
- Rebel, Ariel (* 1985), kanadische Online-Pornodarstellerin, Model und Food-Bloggerin
- Rebel, Benny (* 1968), deutscher Fotograf und Umweltschützer
- Rebel, François (1701–1775), französischer Komponist
- Rebel, Hannah Lena (* 2001), österreichische Komponistin, Tänzerin, Choreographin, Autorin und Fellow der Royal Society of Arts (RSA)
- Rebel, Hans (1861–1940), österreichischer Entomologe
- Rebel, Hans-Hermann (1889–1967), deutscher Zahnarzt und Hochschullehrer
- Rebel, Jean-Féry (1666–1747), französischer Komponist Cembalist und ViolinistJean-Féry Rebel (1666–1747)

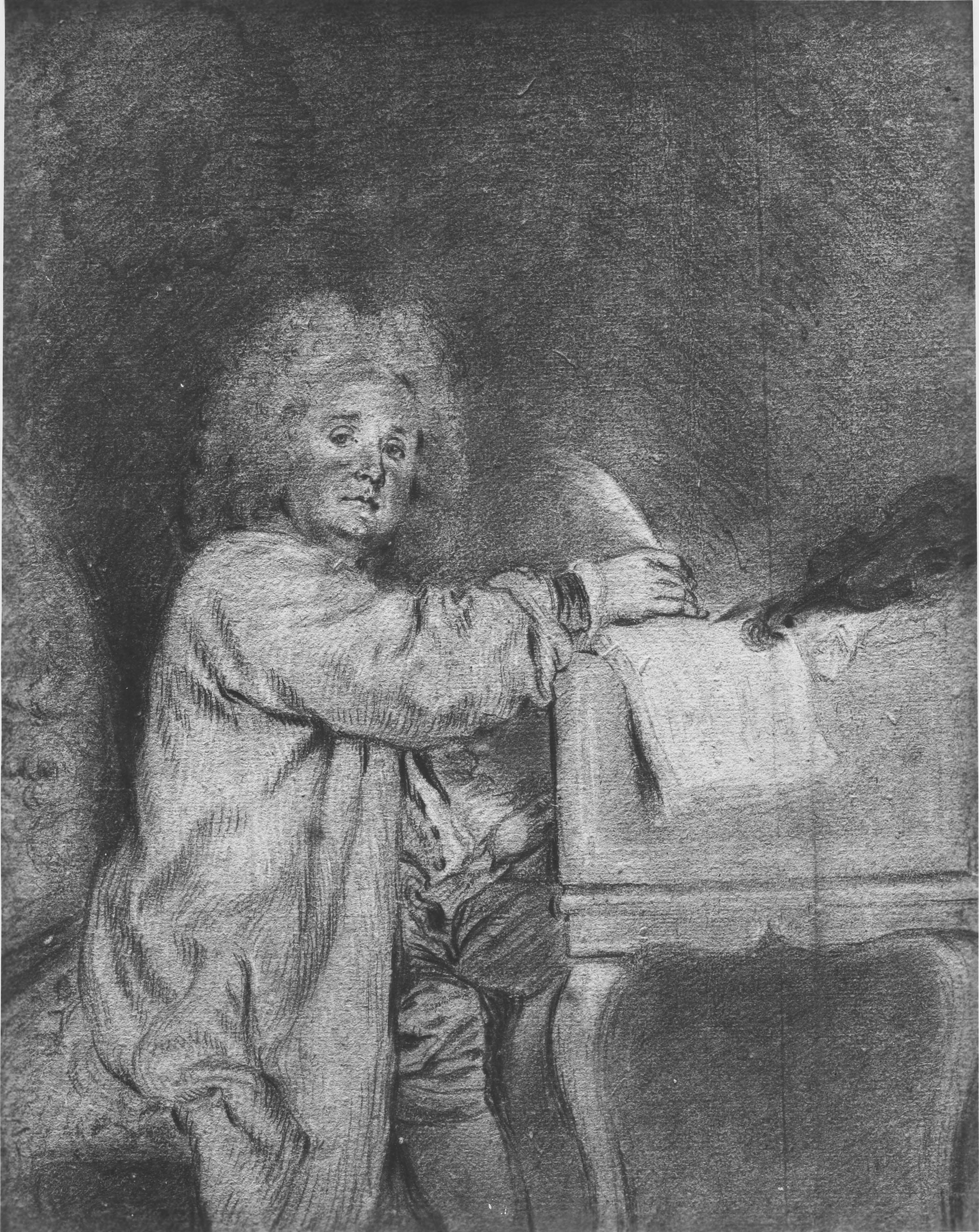
Jean-Féry Rebel (1666–1747)

- Rebel, Johnny (1938–2016), US-amerikanischer Cajun- und Country-Musiker
- Rebel, Jürgen (* 1963), deutscher Tischtennisspieler
- Rebel, Karl (1863–1939), deutscher Forstbeamter und Waldbaureferent im bayerischen Ministerium der Finanzen
- Rebel, Karl Martin (1933–2006), deutscher Kommunalpolitiker (CDU)
- Rebel, Lise-Lotte (* 1951), dänische Bischöfin der Dänischen Volkskirche
- Rebel, Nadine (* 1975), deutsche Soziologin (M.A. Soziologie), Unternehmensberaterin, Trainerin und Sportlerin
- Rebel, Ricky (* 1980), US-amerikanischer Sänger
- Rebel, Tony (* 1962), jamaikanischer Reggaesänger
- Rebele, Hans (1943–2023), deutscher Fußballspieler
- Rebele, Robert (* 1969), deutscher Figurenbildner und Puppenspieler
- Rebelein, Hans (1916–1975), deutscher Chemiedirektor und Entwickler
- Rebell, Fred (1886–1968), australischer Einhandsegler
- Rebell, Fritz (1905–1990), deutscher Fußballtrainer
- Rebell, Josef (1787–1828), österreichischer Maler
- Rebell, Volker (* 1947), deutscher Moderator, Musikprogrammgestalter und AutorVolker Rebell (* 1947)

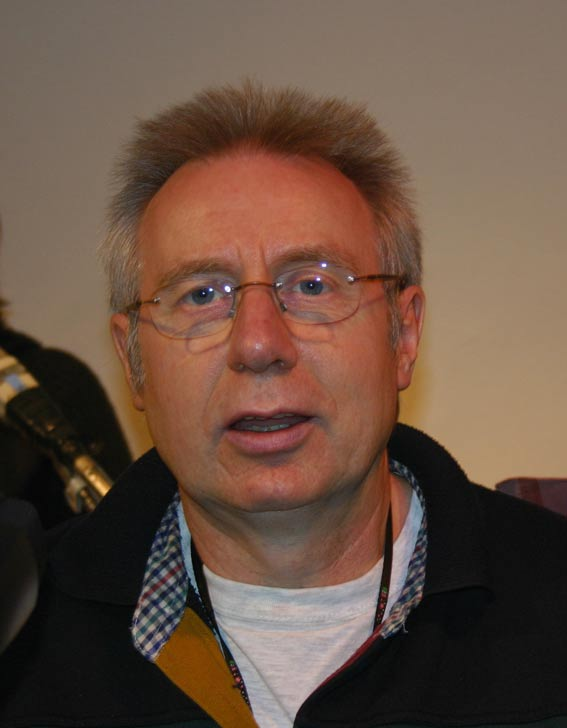
Volker Rebell (* 1947)

- Rebell, Walter (* 1951), deutscher Theologe, Psychologe und Schriftsteller
- Rebella, Carlo (1920–2002), italienischer Radrennfahrer
- Rebella, Juan Pablo (1974–2006), uruguayischer Drehbuchautor und Regisseur
- Rebellato, Sarah, deutsch-italienische Theater- und Filmschauspielerin
- Rébelliau, Alfred (1858–1934), französischer Bibliothekar, Historiker, Romanist und Literaturwissenschaftler
- Rebellin, Davide (1971–2022), italienischer Radrennfahrer mit argentinischem Pass
- Rebellion the Recaller (* 1979), gambischer Reggaesänger
- Rebellius, Heinz (* 1954), deutscher Gitarrist, Journalist, Redakteur und Buchautor
- Rebello, Ambrose (* 1949), indischer Geistlicher und emeritierter römisch-katholischer Bischof von Aurangabad
- Rebello, Anthony Pascal (1950–2024), kenianischer Ordensgeistlicher, römisch-katholischer Bischof von Francistown in Botswana
- Rebello, Jason (* 1969), britischer Pianist
- Rebello, Reinaldo (1925–2004), chilenischer Fußballspieler
- Rebelo de Sousa, Baltazar (1921–2002), portugiesischer Arzt und Politiker
- Rebelo de Sousa, Marcelo (* 1948), portugiesischer Politiker und RechtswissenschaftlerMarcelo Rebelo de Sousa (* 1948)

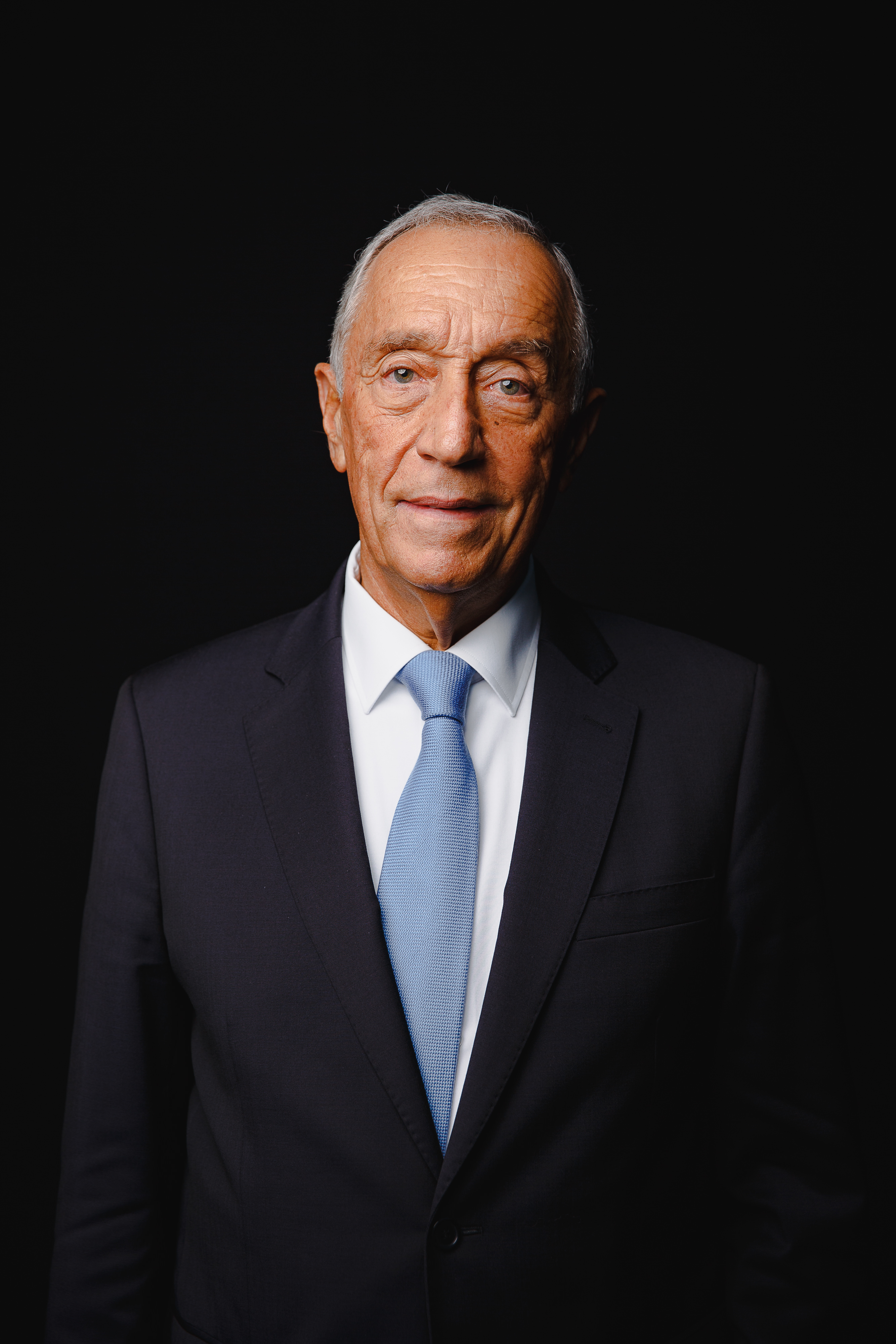
Marcelo Rebelo de Sousa (* 1948)

- Rebelo, Aldo (* 1956), brasilianischer Politiker
- Rebelo, Camila (* 2003), portugiesische Schwimmerin
- Rebelo, Camilo (* 1972), portugiesischer Architekt und Professor
- Rebelo, Catarina (* 1997), portugiesische Schauspielerin
- Rebelo, Fernando (1943–2014), portugiesischer Geograph und Hochschulrektor
- Rebelo, João (1920–1975), portugiesischer Radrennfahrer
- Rebelo, João Lourenço (1610–1661), portugiesischer Komponist, Hofkomponist des Königs João IV. von Portugal
- Rebelo, Jorge (* 1940), mosambikanischer Politiker, Dichter und Journalist
- Rebelo, Manuela (* 1966), mosambikanische Juristin und Politikerin (FRELIMO)
- Rebelo, Maria (* 1956), französische Langstreckenläuferin
- Rebelo, Marques (1907–1973), brasilianischer Schriftsteller
- Rebelo, Sérgio (* 1959), portugiesischer Wirtschaftswissenschaftler
- Rebelo, Sílvia (* 1989), portugiesische Fußballspielerin
- Rebenack, Friedrich Wilhelm (1791–1866), bayerischer Beamter und Landtagsabgeordneter
- Rebenburg, Hans von (1834–1917), österreichischer Unternehmer
- Rebender, Karl († 1918), deutscher Verwaltungsbeamter
- Rebengiuc, Victor (* 1933), rumänischer Schauspieler
- Rebenich, Stefan (* 1961), deutscher Althistoriker
- Rebensburg, Fritz (* 1873), deutscher Kapitän zur See der Kaiserlichen Marine
- Rebensburg, Thomas (* 1958), deutscher Komponist und Musiker
- Rebensburg, Viktoria (* 1989), deutsche SkirennläuferinViktoria Rebensburg (* 1989)

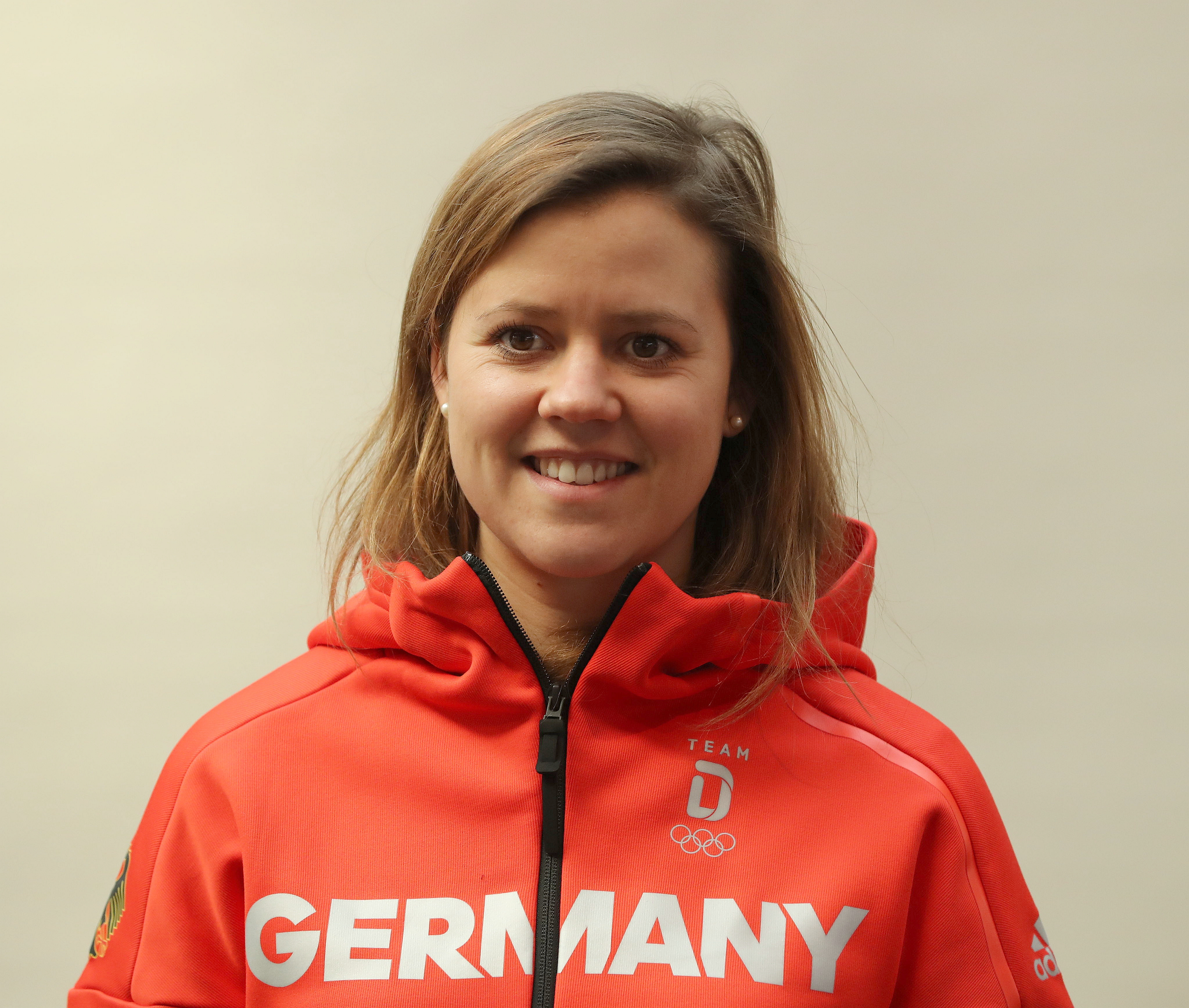
Viktoria Rebensburg (* 1989)

- Rebenstein, Lebrecht (1788–1832), deutscher Theaterschauspieler und Opernsänger (Tenor) am Berliner Nationaltheater
- Rebentisch, Dieter (* 1941), deutscher Zeithistoriker
- Rebentisch, Ernst (1920–2013), deutscher Offizier, Chirurg und Sanitätsoffizier
- Rebentisch, Johann Karl von (1710–1765), preußischer Generalmajor und portugiesischer Generalleutnant
- Rebentisch, Juliane (* 1970), deutsche Philosophin und Hochschullehrerin
- Rebentisch, Leonie (* 1992), deutsche Theaterregisseurin
- Rebentrost, David (1614–1703), deutscher evangelisch-lutherischer Pfarrer, Heilpraktiker und Pflanzenzüchter
- Rebentrost, Kilian (1582–1661), lutherischer Geistlicher und Bergprediger in Annaberg
- Reber, Annette (1964–2008), deutsche Autorin, Regisseurin sowie Dramaturgin
- Reber, Balthasar (1805–1875), Schweizer Historiker und Schriftsteller
- Reber, Burkhard (1848–1926), Schweizer Apotheker, Lokal-Politiker und Forscher
- Reber, Franz (1834–1919), deutscher Kunsthistoriker
- Reber, Gerhard (1937–2023), deutscher Wirtschaftswissenschaftler
- Reber, Gottlieb (1880–1959), deutscher Kunstsammler und Kunsthändler
- Reber, Grote (1911–2002), US-amerikanischer Radioastronom
- Reber, Hans-Harald (* 1973), deutscher Koch
- Reber, Heinz (1952–2007), Schweizer Komponist
- Reber, Isaac (* 1961), Schweizer Politiker (GPS)
- Reber, John (1858–1931), US-amerikanischer Politiker
- Reber, Jörg (* 1974), Schweizer Eishockeyspieler
- Reber, Josef Jakob (1864–1925), Schweizer Zeichenlehrer, Genremaler und Landschaftsmaler
- Reber, Karl (* 1955), Schweizer Klassischer Archäologe
- Reber, Marie-Cécile (* 1962), Schweizer Komponistin und Klangkünstlerin
- Reber, Napoléon-Henri (1807–1880), französischer Komponist
- Reber, Nina (* 1992), Schweizer Sängerin
- Reber, Paul (1835–1908), schweizerischer Architekt
- Reber, Peter (* 1949), Schweizer Liedermacher und Sänger
- Reber, Roland (1954–2022), deutscher Regisseur, Autor und SchauspielerRoland Reber (1954–2022)

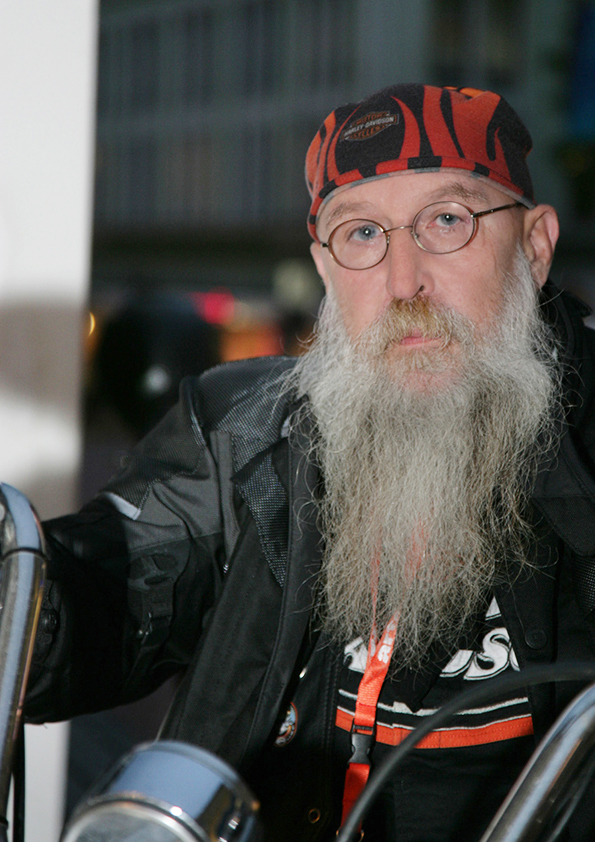
Roland Reber (1954–2022)

- Reber, Rolf (* 1959), Schweizer Psychologe
- Reber, Sabine (* 1970), Schweizer Journalistin und Schriftstellerin
- Reber, Samuel (1903–1971), US-amerikanischer Diplomat
- Reber, Stephan (* 1949), deutscher Politiker (DDR-CDU, CDU), MdV, MdL
- Reber, Walter (1891–1944), Widerstandskämpfer gegen den Nationalsozialismus
- Reber-Gruber, Auguste (1892–1946), deutsche Pädagogin
- Reberdito, Susana (* 1962), spanische bildende Künstlerin
- Rebérioux, Madeleine (1920–2005), französische Historikerin
- Rebernik, Ivan (* 1939), slowenischer Bibliothekar und Diplomat
- Rebers, Andreas (* 1958), deutscher KabarettistAndreas Rebers (* 1958)

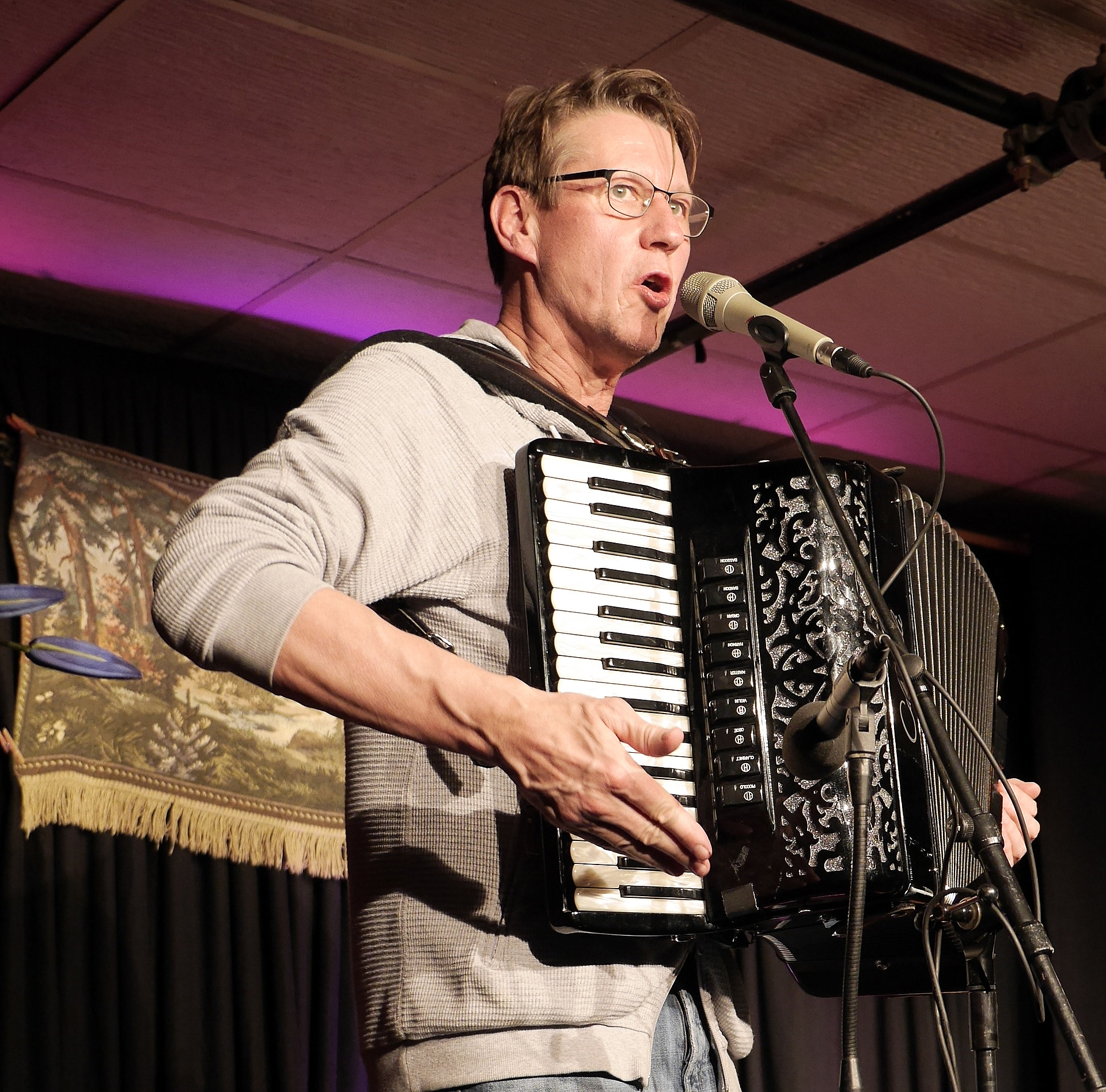
Andreas Rebers (* 1958)

- Rebers, Friedrich (1929–2001), deutscher Sparkassendirektor und Bremer Politiker (SPD, AfB), MdBB
- Reberšak, Polona (* 1987), slowenische Tennisspielerin
- Rebés, Marc (* 1994), andorranischer Fußballspieler
- Rebet, Lew (1912–1957), ukrainischer Politiker, Publizist und Anwalt
- Rebetez, Antoine (1897–1980), Schweizer Turner
- Rebetez, Eugénie (* 1984), Schweizer Bühnenkünstlerin, Tänzerin und Choreografin
- Rebetez, Martine (* 1961), Schweizer Klimaforscherin
- Rebetez, René (1933–1999), kolumbianischer Schriftsteller
- Rebetez, Sylvère (1936–2014), Schweizer Maler und Lithograf
- Rebeur-Paschwitz, Ernst von (1861–1895), deutscher Astronom und Geophysiker
- Rebeur-Paschwitz, Hubert von (1863–1933), deutscher Admiral sowie Oberkommandierender der Osmanischen und Bulgarischen Flotte im Ersten Weltkrieg
- Rebeyrol, Jean (1903–1975), französischer Schwimmer
- Rebeyrolle, Paul (1926–2005), französischer Maler

### Rebh
- Rebhahn, Karl (1912–2005), österreichischer Architekt
- Rebhahn, Robert (1954–2018), österreichischer Rechtswissenschafter und Universitätsprofessor an der Universität Wien
- Rebhan, Anton (* 1960), österreichischer Physiker
- Rebhan, Eckhard (* 1937), deutscher Physiker
- Rebhan, Friedrich (1882–1946), deutscher Landrat
- Rebhan, Johann (1604–1689), deutscher Jurist und Theologe
- Rebhan, Josef (* 1937), deutscher Politiker (CDU), MdL
- Rebhan, Nikolaus (1571–1626), deutscher Theologe, Chronist und kirchlicher Beamter
- Rebhandl, Bert (* 1964), österreichischer Filmkritiker, Sachbuchautor und Dozent
- Rebhandl, Manfred (* 1966), österreichischer Autor von Kriminalromanen
- Rebhandl, Reinhold (* 1957), österreichischer Maler, Grafiker und Hochschullehrer
- Rebhann, Georg (1824–1892), österreichischer Bauingenieur und Hochschullehrer
- Rebholz, Frank (* 1956), deutscher Polizist und Polizeipräsident von Ludwigsburg
- Rebholz, Hans (* 1892), österreichischer Buchhalter und Politiker
- Rebholz, Johann Anton (1914–2000), Schweizer Grafiker und Maler
- Rebholz, Johannes (1885–1960), deutscher Kommunalpolitiker (SPD)
- Rebholz, Konrad (1933–2020), deutscher Unternehmer, Inhaber zahlreicher Ehrenämter in Augsburg und Schwaben
- Rebhorn, James (1948–2014), US-amerikanischer SchauspielerJames Rebhorn (1948–2014)

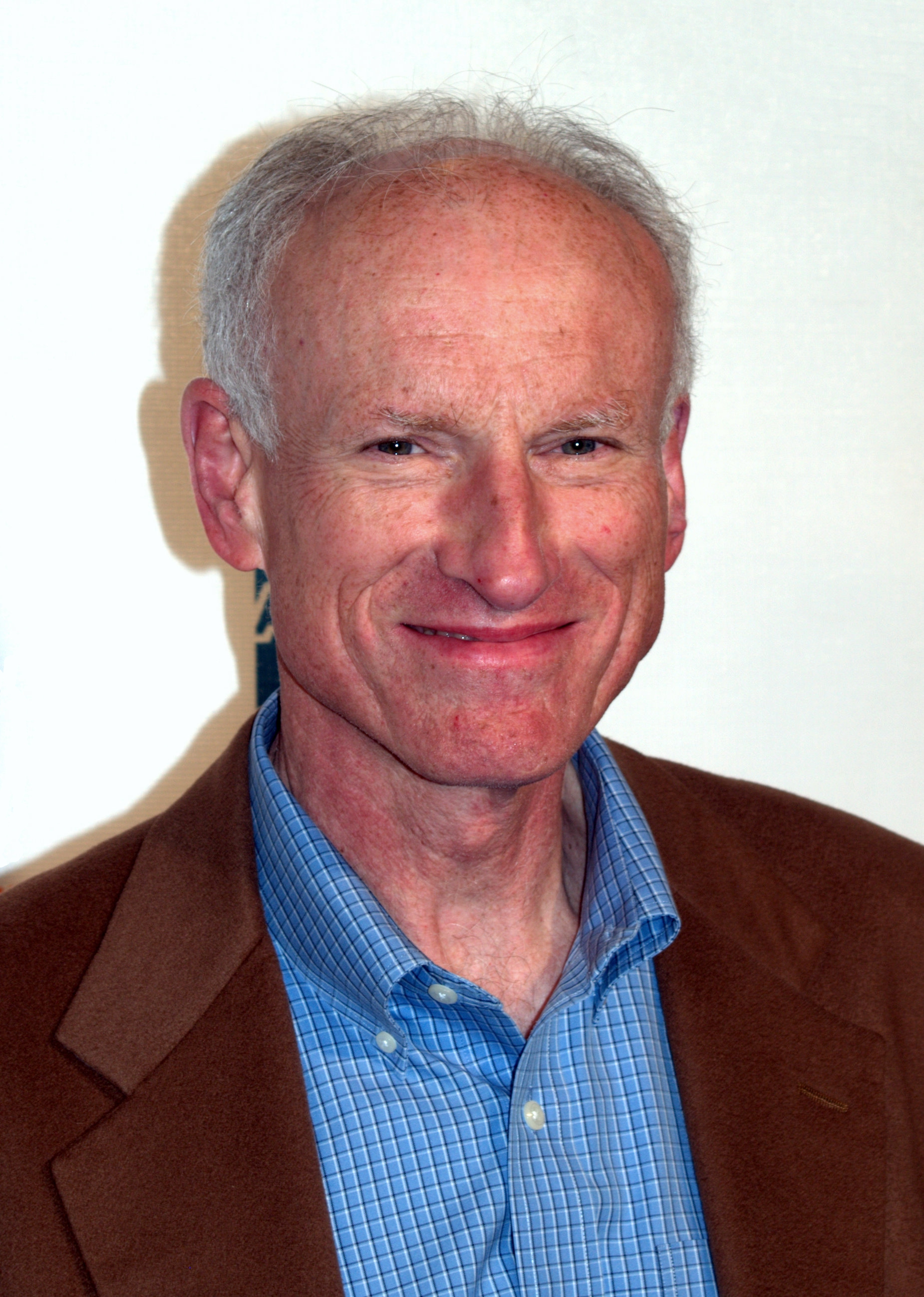
James Rebhorn (1948–2014)

- Rebhuhn, Adolf (1854–1924), deutscher Volksschullehrer
- Rebhuhn, Peter (* 1907), deutscher Sänger, Liedtexter und Komponist
- Rebhuhn, Werner (1922–2001), deutscher Grafiker
- Rebhun, Paul († 1546), deutscher lutherischer Geistlicher und Dichter

### Rebi
- Rebiba, Scipione (1504–1577), italienischer Kardinal, auf den die meisten Sukzessionslinien (Apostolische Sukzession) zurückgehen
- Rebibo, René (1917–1998), französischer Fußballspieler
- Rebić, Adalbert (1937–2014), jugoslawischer bzw. kroatischer katholischer Geistlicher, Bibelwissenschaftler und Minister
- Rebić, Ante (* 1993), kroatischer FußballspielerAnte Rebić (* 1993)

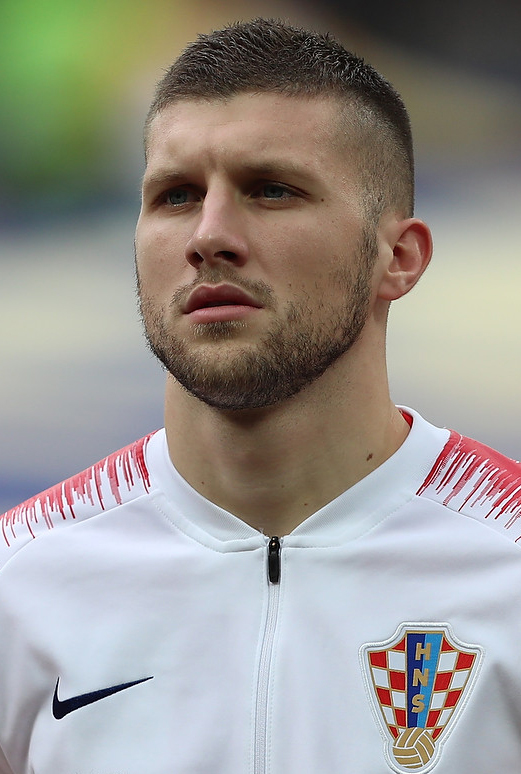
Ante Rebić (* 1993)

- Rebić, Goran (* 1968), österreichisch-jugoslawischer Filmemacher
- Řebíček, Josef (1844–1904), tschechischer Violinist, Komponist und Dirigent
- Řebíček-Löffler, Elisabeth (1848–1922), deutsche Opernsängerin (Sopran)
- Rebière, Jean-Jacques (* 1952), französischer Radrennfahrer
- Rebière, Jean-Marc (* 1952), französischer Radrennfahrer
- Rębiewski, Jarosław (* 1974), polnischer Radrennfahrer
- Rebikoff, Dimitri (1921–1997), französischer Pionier in der Entwicklung von Unterwassertechnik
- Rebikow, Wladimir Iwanowitsch (1866–1920), russischer Komponist
- Rebillard, Daniel (* 1948), französischer Radsportler
- Rebillet, Marc, amerikanischer Performance-Künstler, Musiker und YouTuber
- Rebillot, Pat (* 1935), US-amerikanischer Fusion- und Jazzmusiker und Arrangeur
- Rebillot, Paul (1931–2010), US-amerikanischer Psychotherapeut
- Rebis, Arthuan (* 1985), italienischer Musiker und Autor
- Rebischung, Jean Marie (* 1962), französischer Komponist und Musiker
- Rebisso, Louis (1837–1899), US-amerikanischer Bildhauer
- Rebitsch, Mathias (1911–1990), österreichischer Bergsteiger
- Rebitsch, Robert (* 1968), österreichischer Historiker und Hochschullehrer
- Rebitu, Bontu (* 1997), bahrainische Langstreckenläuferin äthiopischer Herkunft
- Rebitzer, Dieter (* 1965), deutscher Wirtschaftswissenschaftler
- Rebitzer, Erich, Opfer österreichischen Justizirrtums
- Rebitzki, Helmut (1896–1968), deutscher Politiker

### Rebk
- Rebka, Glen (1931–2015), US-amerikanischer Physiker
- Rebko, Alexei Wassiljewitsch (* 1986), russischer FußballspielerAlexei Wassiljewitsch Rebko (* 1986)

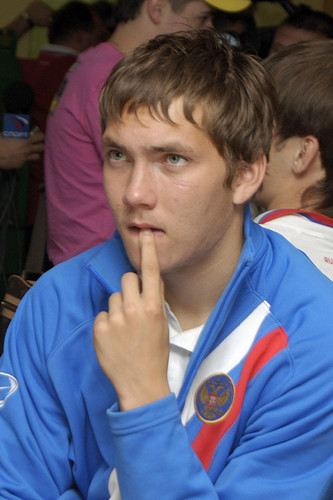
Alexei Wassiljewitsch Rebko (* 1986)

### Rebl
- Reble, Albert (1910–2000), deutscher Pädagoge
- Reble, Columban (1664–1738), deutscher Benediktinermönch und Geschichtsschreiber
- Reblin, Flávio (* 1988), brasilianischer Radrennfahrer
- Reblin, Klaus (* 1932), deutscher evangelisch-lutherischer Theologe und Autor
- Rebling, Carl (1813–1878), deutscher Jurist und Politiker
- Rebling, Eberhard (1911–2008), deutscher Musikwissenschaftler, Antifaschist und Politiker (SED), MdV
- Rebling, Friedrich (1835–1900), deutscher Opernsänger (Tenor) und Gesangspädagoge
- Rebling, Gustav (1821–1902), deutscher Komponist und Dirigent
- Rebling, Jalda (* 1951), deutsche Sängerin
- Rebling, Kathinka (* 1941), deutsche Violinistin und Musikwissenschaftlerin
- Rebling, Oskar (1890–1980), deutscher Musikhistoriker und Hochschullehrer

### Rebm
- Rebmann, August (1887–1967), deutscher Lehrer, Archivar und Heimatforscher
- Rebmann, Bernhard (* 1941), deutscher Maler, Grafiker und Designer
- Rebmann, Daniel (* 1994), deutscher HandballspielerDaniel Rebmann (* 1994)

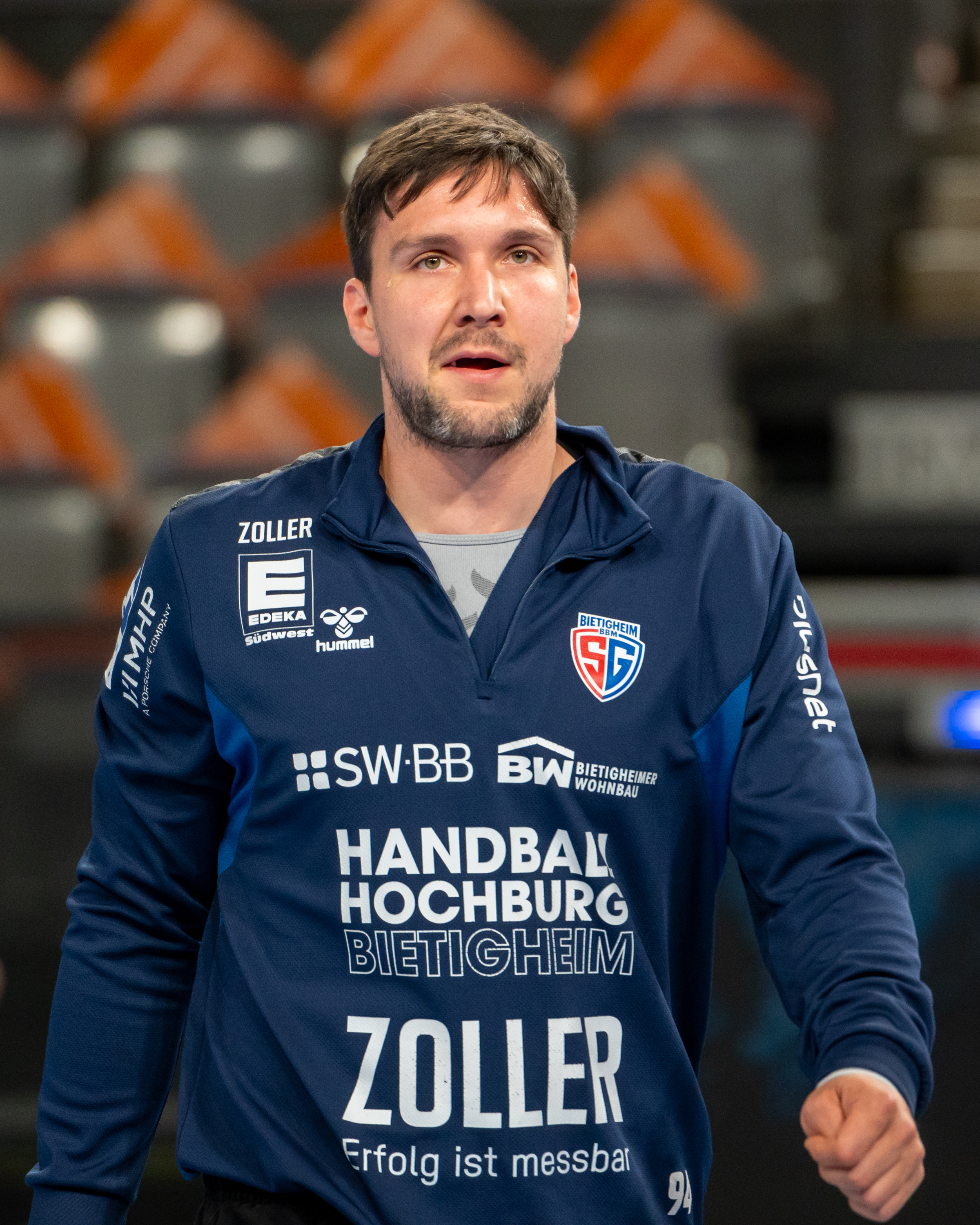
Daniel Rebmann (* 1994)

- Rebmann, Edmund (1853–1938), deutscher Realgymnasialdirektor, Politiker und Mitglied des badischen Landtags
- Rebmann, Georg Friedrich (1768–1824), deutscher Jurist und Publizist
- Rebmann, Gustav (1845–1920), Schweizer Politiker
- Rebmann, Gustav (* 1910), deutscher Fußballspieler
- Rebmann, Hans (1499–1568), Reformierter Theologe
- Rebmann, Henri (1848–1931), Schweizer Fotograf
- Rebmann, Jakob (1851–1935), Priester, Jesuit, Universitätsprofessor in USA
- Rebmann, Johann Jakob (1846–1932), Schweizer Politiker, Landwirt und Viehzüchter
- Rebmann, Johann Rudolf (1566–1605), Schweizer evangelischer Geistlicher, Heimatforscher und Schriftsteller
- Rebmann, Johannes († 1517), württembergischer Theologe und Propst von Herrenberg
- Rebmann, Johannes (1812–1890), Schweizer Politiker
- Rebmann, Johannes (1820–1876), Missionar und Afrikareisender
- Rebmann, Jutta (* 1943), deutsche Schriftstellerin und Publizistin
- Rebmann, Kurt (1924–2005), deutscher GeneralbundesanwaltKurt Rebmann (1924–2005)

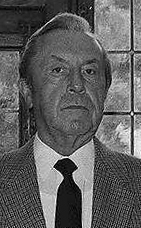
Kurt Rebmann (1924–2005)

- Rebmann, Richard (* 1958), deutscher Verleger
- Rebmann, Rudolf (1759–1837), Schweizer Landwirt und Politiker
- Rebmann, Stefan (* 1962), deutscher Politiker (SPD), MdB
- Rebmann-Janković, Jasmina (* 1986), niederländische Handballspielerin

### Rebn
- Rebne Stenseth, Marthea (* 1990), norwegische Skispringerin, Trainerin und Funktionärin
- Rebner, Adolf (1876–1967), österreichischer Violinist und Violist
- Rebner, Arthur (1890–1949), Chansonnier, Autor, Librettist, Komponist, Revueautor, Conferencier und Textdichter

### Rebo
- Rebocho, Pedro (* 1995), portugiesischer Fußballspieler
- Reboleira, Ana Sofia (* 1980), portugiesische Biologin und Höhlenforscherin
- Reboli, Tino (1914–1985), US-amerikanischer Radrennfahrer
- Rebolledo Clément, Juan (* 1913), mexikanischer Botschafter
- Rebolledo Salinas, René Osvaldo (* 1958), chilenischer Geistlicher, römisch-katholischer Erzbischof von La Serena
- Rebolledo, Benito (1880–1964), chilenischer Maler
- Rebolledo, Pedro (1895–1963), panamaischer Komponist
- Rebollo Mozos, Vicente (* 1964), spanischer Geistlicher und römisch-katholischer Bischof von Tarazona
- Rebollo, Antonio (* 1955), spanischer BogenschützeAntonio Rebollo (* 1955)

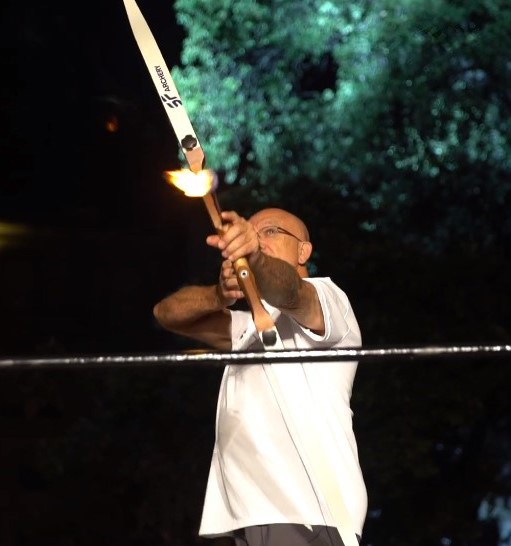
Antonio Rebollo (* 1955)

- Rebollo, Modesto (1906–1979), uruguayischer Politiker
- Rebora, Clemente (1885–1957), italienischer Dichter
- Reborch, Johannes, deutscher Glockengießer
- Reborch, Johannes († 1513), Augustiner-Chorherr
- Rebord, Philippe (* 1957), Schweizer Berufsoffizier (Korpskommandant), Chef der Armee
- Reboredo, Francisco (1914–1973), spanischer Fußballspieler und -trainer
- Rebouças, André (1838–1898), brasilianischer Ingenieur und Abolitionist
- Reboul, Fabien (* 1995), französischer Tennisspieler
- Reboul, Gilles (* 1969), französischer Triathlet
- Reboul, Jean (1796–1864), französischer Dichter und Politiker
- Reboul, Jean-Baptiste (1862–1926), französischer Koch
- Reboul, Jòrgi (1901–1993), französischer Dichter okzitanischer Sprache
- Reboul, Robert (1893–1969), französischer Radrennfahrer
- Reboullet, André (1916–2010), französischer Romanist und Fremdsprachendidaktiker
- Reboulot, Antoine (1914–2002), französisch-kanadischer Organist
- Rebour, Pauline (1878–1954), französische Feministin
- Rebourgeon, Dominique (1946–2023), französisch-deutscher Maler, Grafiker, Bühnenbildner, Restaurator, Kunsterzieher, Organist, Pianist und Komponist
- Reboutsika, Evanthia (* 1958), griechische Komponistin und Musikerin
- Reboux, Paul (1877–1963), französischer Schriftsteller
- Rebozo, Charles (1912–1998), US-amerikanischer Unternehmer, der in die Watergate-Affäre verstrickt war

### Rebr
- Rebrab, Issad (* 1944), algerischer Unternehmer
- Rebrača, Željko (* 1972), serbischer Basketballspieler
- Rebreanu, Liviu (1885–1944), rumänischer Schriftsteller, Dramatiker, Journalist
- Rebrik, Wera Jurjewna (* 1989), russische Speerwerferin ukrainischer Herkunft
- Rebro, Karol (1912–2000), slowakischer Rechtshistoriker und Rektor der Comenius-Universität Bratislava
- Rebroff, Ivan (1931–2008), deutscher Sänger der Stimmlage BassIvan Rebroff (1931–2008)

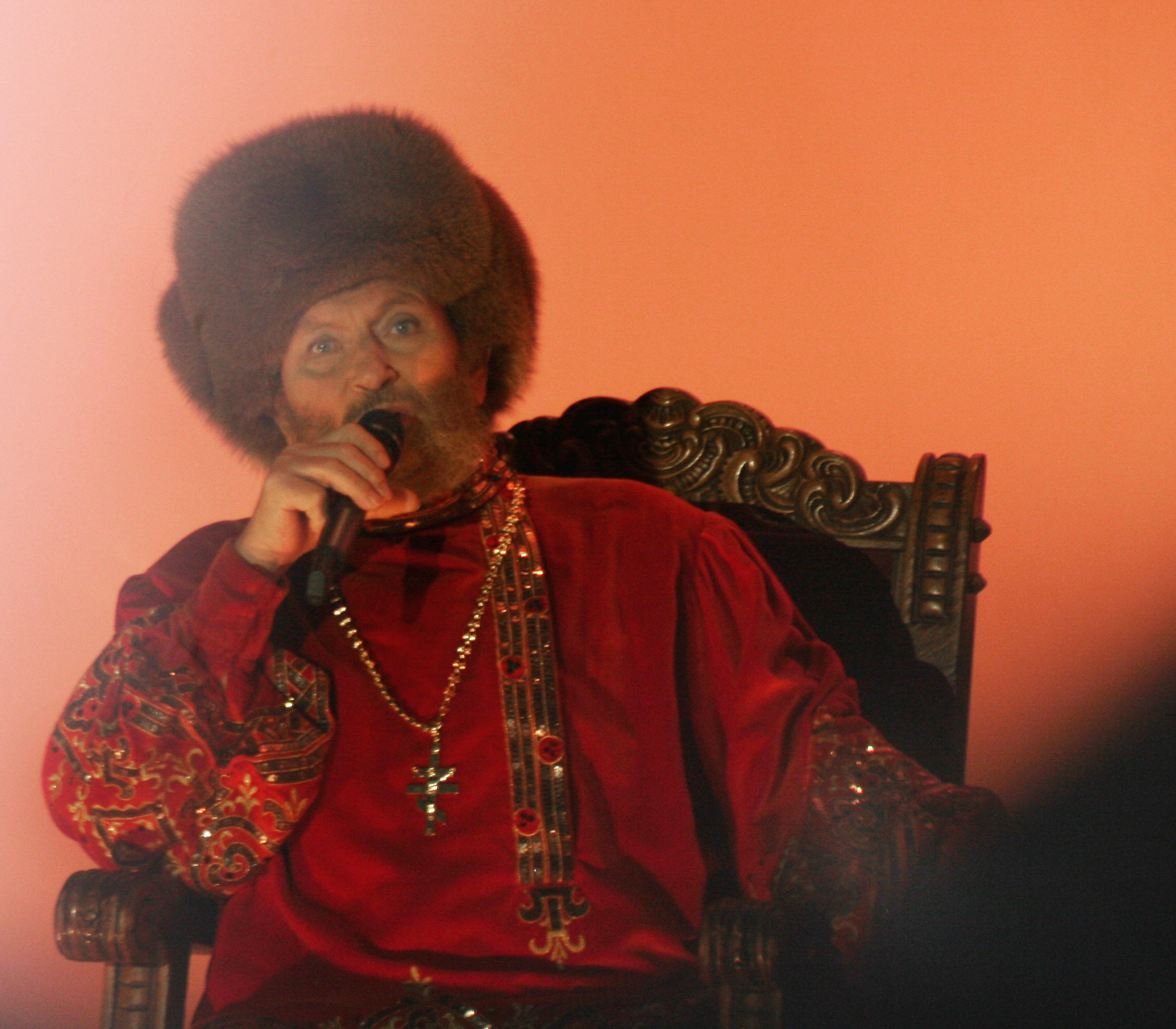
Ivan Rebroff (1931–2008)

- Rebrow, Artjom Gennadjewitsch (* 1984), russischer Fußballspieler
- Rebrow, Iwan Iwanowitsch († 1666), russischer Entdecker
- Rebrow, Serhij (* 1974), ukrainischer Fußballspieler und -trainer
- Rebry, Gaston (1905–1953), belgischer Radrennfahrer
- Rebry, Gaston junior (1933–2007), belgischer Radrennfahrer

### Rebs
- Rebs, Christian Gottlob (1773–1843), deutscher evangelischer Theologe und Lehrer
- Rébsamen, Enrique Conrado (1857–1904), schweizerisch-mexikanischer Pädagoge
- Rebsamen, François (* 1951), französischer Politiker
- Rebsch, Dieter (* 1951), deutscher Fußballspieler
- Rebsch, Peter (1938–2007), deutscher Jurist und Politiker (CDU), MdA
- Rebscher, Herbert (1954–2024), deutscher Verbandsfunktionär
- Rebscher, Wilhelm (1919–2008), deutscher Politiker (FDP), MdL
- Rebstein, Antoine (* 1978), Schweizer Dirigent und Pianist
- Rebstein, Johann Jakob (1840–1907), Schweizer Mathematiker und Geodät
- Rebstein-Metzger, Emmy (1898–1967), deutsche Juristin, Frauenrechtlerin und Unternehmerin
- Rebstock, Guido, deutscher politischer Beamter (SPD)
- Rebstock, Jeremias (1602–1660), deutscher Theologe; evangelischer Abt des Klosters Blaubeuren
- Rebstock, Matthias (* 1970), deutscher Regisseur, Musiker und Hochschullehrer
- Rebstock, Ulrich (* 1951), deutscher Orientalist

### Rebu
- Rébu, Himmler (* 1951), haitianischer Politiker, Publizist und früherer Oberst
- Rebuck, Gail (* 1952), britische Verlegerin
- Rébuffat, Gaston (1921–1985), französischer Bergsteiger
- Rebuffat, René (1930–2019), französischer Archäologe und Directeur de recherche de classe exceptionnelle
- Rebuffi, Giorgio (1928–2014), italienischer Comiczeichner und -autor
- Rebula, Alojz (1924–2018), slowenischsprachiger italienischer Schriftsteller und Übersetzer
- Rebull Gordillo, Santiago (1829–1902), mexikanischer Maler
- Rebut, Paul-Henri (* 1936), französischer Physiker
- Rebut, Pierre (1827–1902), französischer Kakteengärtner